# Kadet

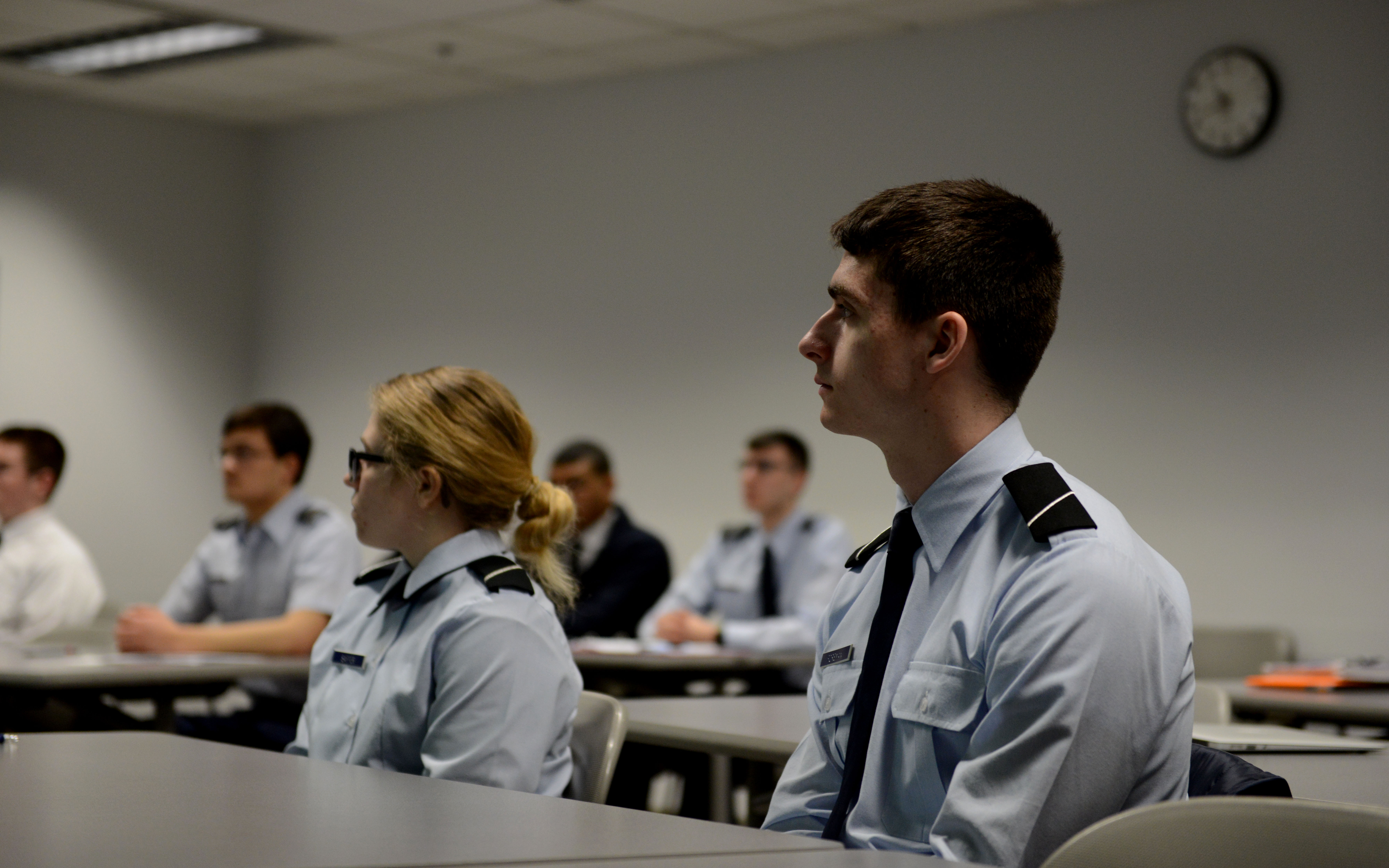
Kadeti amerického vojenského letectva

Kadet je student nebo účastník školení či výcviku v některých organizacích, zejména ve vojenském kontextu. V rámci vojska v některých zemích (například Austrálie, Kanada, Spojené království, Spojené státy – v angličtině cadet) podstupují kadeti výcvik či studují vojenské vysoké školy, aby se stali důstojníky. Označení je v obdobném významu používáno i v některých policejních složkách či civilních organizacích (například leteckých či námořních).
Výraz pochází z francouzského cadet, označujícího mladší syny šlechtického rodu. Ti neměli nárok na dědictví a obvykle nastupovali službu v armádě nebo u panovnického dvora (v gaskoňském nářečí znamená capdèth náčelníka, z latinského caput: hlava).